# المحببة (عفرين)
المحببة  قرية سوريّة تتبع إداريّاً لمحافظة حلب منطقة عفرين ناحية شران، بلغ تعداد سكانها 300 نسمة حسب التعداد السكاني لعام 2004.